# Rui Pena
Rui Eduardo Ferreira Rodrigues Pena (ur. 25 grudnia 1939 w Torres Novas, zm. 8 stycznia 2018 w Lizbonie) – portugalski prawnik i polityk, adwokat, deputowany, w 1978 i w latach 2001–2002 minister.

## Życiorys
Ukończył studia prawnicze na Uniwersytecie Lizbońskim. Od 1964 praktykował jako adwokat, był członkiem kierownictwa portugalskiej adwokatury i współzałożycielem firm prawniczych PMBGR oraz CMS Rui Pena & Arnaut. Specjalizował się w prawie administracyjnym i energetycznym. Wykładał na różnych uczelniach w Lizbonie.
Działał w Centrum Demokratycznym i Społecznym. W 1976, 1979 i 1980 wybierany na posła do Zgromadzenia Republiki, przewodniczył frakcji deputowanych swojej partii. W połowie lat 80. wchodził w skład zgromadzenia miejskiego Lizbony.
W 1978 pełnił funkcję ministra do spraw reformy administracji w rządzie Mária Soaresa. Ponownie członkiem rządu został w 2001, obejmując z rekomendacji Partii Socjalistycznej urząd ministra obrony narodowej w gabinecie Antónia Guterresa; sprawował go do 2002.
W 2018 pośmiertnie odznaczony Krzyżem Wielkim Orderu Infanta Henryka.